# WorldRemit
WorldRemit es una empresa de pagos transfronterizos que ofrece servicios internacionales de transferencia y remesas de dinero en más de 130 países y en más de 70 divisas. Fue fundada en 2010 por Ismail Ahmed, Catherine Wines y Richard Igoe. En 2018, WorldRemit contaba con alrededor de 3 millones de usuarios.

## Historia
WorldRemit fue fundada en 2010 por el Dr. Ismail Ahmed, exasesor de cumplimiento del  Programa de las Naciones Unidas para el Desarrollo. Ahmed empezó a desarrollar WorldRemit mientras estudiaba una maestría en Administración de Empresas (MBA) en la Escuela de Negocios de Londres. Ha mencionado que la idea de un servicio de transferencia de dinero en línea se vio influida en parte por su propia experiencia frustrante de enviar dinero a familiares en Somalilandia utilizando servicios fuera de línea por medio de agentes.
En octubre de 2018, WorldRemit anunció que el fundador Ahmed asumiría el cargo de presidente ejecutivo y que la empresa incorporaría a Breon Corcoran como director general.

## Operaciones
WorldRemit fue una de las primeras empresas emergentes de transferencia de dinero en línea que se enfocó en gran medida en la transferencia de dinero de teléfono celular a teléfono celular. Desde el principio, en relación con los envíos, WorldRemit ha sido un servicio 100% sin necesidad de efectivo. Para quienes reciben dinero, WorldRemit ofrece una gran variedad de opciones que incluyen transferencias bancarias, dinero móvil, recarga telefónica y retiro de efectivo.
Aunque las transferencias de dinero a los países en desarrollo alcanzaron un máximo histórico de $690 mil millones en 2018, tradicionalmente ha sido costosas e inconvenientes para familias en todo el mundo que dependen de estos fondos para la educación, la atención médica y la supervivencia básica.
WorldRemit ayuda a solucionar este problema con una red de 6,700 corredores, una de las redes más grandes para transferencias de dinero digital en todo el mundo. La empresa está conectada a los principales servicios de pagos móviles a nivel mundial, incluidos M-Pesa (Kenia), MTN (África y Asia) y bKash (Bangladés). Las remesas digitales reducen la dependencia del envío de efectivo a través de canales informales como el sistema hawala y mejoran la seguridad, siguiendo los requisitos de cumplimiento global.
A partir de octubre de 2019, WorldRemit puede enviar fondos al instante a 115 países. La empresa también ofrece servicios de transferencia de dinero a todos los países africanos excepto Sudán, Sudán del Sur, Suazilandia, Eritrea, Libia, y Argelia.

## Financiación
WorldRemit cuenta con el respaldo de las empresas de capital riesgo Accel Partners y Technology Crossover Ventures (TCV).
En marzo de 2014, WorldRemit aseguró una inversión Serie A de 40 millones de USD de Accel Partners, uno de los primeros en respaldar a Facebook y Spotify, y Project A Ventures. Después de la inversión, Harry Nelis de Accel se unió a la junta directiva de WorldRemit. En febrero de 2015, WorldRemit anunció una ronda de financiación Serie B de 100 millones de USD encabezada por TCV. También se anunció que el socio general de TCV, John Rosenberg, se uniría a la junta directiva de WorldRemit.
En 2017, la empresa recibió una inversión de 40 millones de USD en su ronda de financiación Serie C. LeapFrog Investments fue el principal inversor en esta ronda de financiación.
En 2019, WorldRemit recaudó una ronda de financiación Serie D de 175 millones de USD, encabezada por TCV, Accel y Leapfrog Investments.